# هکنی (کانزاس)
هکنی (به انگلیسی: Hackney) یک منطقهٔ مسکونی در ایالات متحده آمریکا است که در شهرستان کاولی، کانزاس واقع شده‌است.